# Whitesville (Kentucky)
Whitesville è un comune degli Stati Uniti d'America, situato nello Stato del Kentucky, nella contea di Daviess.